# NGC 1667
NGC 1667 (другие обозначения — NGC 1689, MCG −1-13-13, IRAS04461-0624, PGC 16062) — спиральная галактика с перемычкой (SBc) в созвездии Эридан.
Этот объект занесён в новый общий каталог несколько раз, с обозначениями NGC 1667, NGC 1689.
Этот объект входит в число перечисленных в оригинальной редакции «Нового общего каталога».
В галактике вспыхнула сверхновая SN 1986N типа Ia. Её пиковая видимая звёздная величина составила 13,5.
Галактика NGC 1667 входит в состав группы галактик NGC 1667. Помимо NGC 1667 в группу также входят NGC 1645, NGC 1659, IC 387, IC 2097, IC 2101, MCG -1-13-12, PGC 15779 и PGC 16061.